# Royal Raymond Rife
Royal Raymond Rife (ur. 16 maja 1888 w Elkhorn, Nebraska, zm. 5 sierpnia 1971) – amerykański wynalazca.
Jeden z pionierów filmu poklatkowego oraz konstruktor mikroskopów optycznych. W latach 30. XX wieku Rife twierdził, że za pomocą urządzenia własnego pomysłu jest w stanie osłabiać lub niszczyć patogeny wywołując niszczycielskie drgania w składających się na nie cząsteczkach. Jego twierdzeń nie udało się naukowo potwierdzić, co wynalazca uznał za przejaw spisku American Medical Association, Departamentu Zdrowia Publicznego USA i lekarzy.
Zainteresowanie pomysłami Rife'a przywróciła wydana w 1987 książka na temat medycyny alternatywnej The Cancer Cure That Worked, której ukazanie się spowodowało pojawienie się na rynku amerykańskim wielu urządzeń sygnowanych nazwiskiem wynalazcy, które miały rzekomo leczyć raka, AIDS i inne choroby. Urządzenia te, jak również ich zastosowanie, traktowane są przez współczesną naukę za pseudonaukę.

## Życie
Rife był z pochodzenia Szkotem. Rozpoczął pracę dorywczą w firmie Carl Zeiss, wiodącego producenta soczewek do aparatów i mikroskopów, w Nowym Jorku. Rife twierdził, że niedługo potem przeniósł się do Niemiec i pracował w oddziale Carl Zeiss w Heidelbergu. Wiadomo, że uczęszczał na tamtejszy Uniwersytet lecz uniwersytet tego nie potwierdza.
Ożenił się z Mamie Quin w roku 1912, żona umarła w 1957. W roku 1960 poślubił Amelię Aragon. Umarł na atak serca w wieku 83 lat i został pochowany na cmentarzu Mount Hope w San Diego obok pierwszej żony.

## Odkrycia, wynalazki
Royal Raymond Rife był twórcą rewolucyjnych do dzisiaj mikroskopów optycznych. Dzięki oparciu ich i kilka szczególnych technologii konstruował mikroskopy dające powiększenia większe niż rząd wielkości od możliwości standardowych przyrządów optycznych, takie jakie udaje się uzyskać przy pomocy mikroskopów elektronowych.
Podstawą jego odkryć, innowacji na tym polu było zastosowanie oświetlacza preparatów składającego się z bardzo silnej lampy próżniowej i układu pryzmatów dzięki którym uzyskiwano światło o widmie bardzo bliskim monochromatycznemu, podobnemu do światła laserów. To było podstawą technologii. Dzięki temu przekroczono barierę rozmywania ostrości obrazu występującą w przypadku oświetlania preparatów światłem białym składającym się z szerokiego zakresu fal o różnej długości.
Kolejnym ważnym elementem mikroskopów Rife było zastosowanie soczewek z kwarcu – lepsza przepuszczalność światła w szerszym zakresie widzialnym i niewidzialnym, oraz wypełnieniu toru optycznego gliceryną – jednorodność, w odróżnieniu od powietrza w zwykłych mikroskopach optycznych.
Bezcenną właściwością mikroskopów Rife była możliwość obserwowania preparatów biologicznych w stanie żywym przez wiele godzin, w odróżnieniu np. do mikroskopów elektronowych, w których z zasady działania, daje się obserwować wyłącznie martwą materię w próżni.